# Schwall Peak
Schwall Peak är en bergstopp i Antarktis. Den ligger i Östantarktis. Nya Zeeland gör anspråk på området. Toppen på Schwall Peak är 1 200 meter över havet.
Terrängen runt Schwall Peak är varierad. Trakten är obefolkad. Det finns inga samhällen i närheten. 